# Arthur Vandenberg
 (février 2021).
La mise en forme du texte ne suit pas les recommandations de Wikipédia : il faut le « wikifier ».
Les points d'amélioration suivants sont les cas les plus fréquents :
- Les titres sont pré-formatés par le logiciel. Ils ne sont ni en capitales, ni en gras.
- Le texte ne doit pas être écrit en capitales (les noms de famille non plus), ni en gras, ni en italique, ni en « petit »…
- Le gras n'est utilisé que pour surligner le titre de l'article dans l'introduction, une seule fois.
- L'italique est rarement utilisé : mots en langue étrangère, titres d'œuvres, noms de bateaux, etc.
- Les citations ne sont pas en italique mais en corps de texte normal. Elles sont entourées par des guillemets français : « et ».
- Les listes à puces sont à éviter, des paragraphes rédigés étant largement préférés. Les tableaux sont à réserver à la présentation de données structurées (résultats, etc.).
- Les appels de note de bas de page (petits chiffres en exposant, introduits par l'outil «  Source ») sont à placer entre la fin de phrase et le point final[comme ça].
- Les liens internes (vers d'autres articles de Wikipédia) sont à choisir avec parcimonie. Créez des liens vers des articles approfondissant le sujet. Les termes génériques sans rapport avec le sujet sont à éviter, ainsi que les répétitions de liens vers un même terme.
- Les liens externes sont à placer uniquement dans une section « Liens externes », à la fin de l'article. Ces liens sont à choisir avec parcimonie suivant les règles définies. Si un lien sert de source à l'article, son insertion dans le texte est à faire par les notes de bas de page.
- La présentation des références doit suivre les conventions bibliographiques. Il est recommandé d'utiliser les modèles {{Ouvrage}}, {{Chapitre}}, {{Article}}, {{Lien web}} et/ou {{Bibliographie}}. Le mode d'édition visuel peut mettre en forme automatiquement les références.
- Insérer une infobox (cadre d'informations à droite) n'est pas obligatoire pour parachever la mise en page.

Pour une aide détaillée, merci de consulter Aide:Wikification.
Si vous pensez que ces points ont été résolus, vous pouvez retirer ce bandeau et améliorer la mise en forme d'un autre article.
Arthur Hendrick Vandenberg, né le 22 mars 1884 et mort le 18 avril 1951, est un journaliste et homme politique américain, sénateur républicain du Michigan de 1928 à 1951. Homme du terroir et du Midwest, il acquit une stature nationale, notamment en participant à la création des Nations unies. Il est également connu pour avoir mené le Parti républicain d'une politique étrangère d'isolationnisme à une politique d'internationalisme, et pour avoir soutenu la guerre froide, la doctrine Truman, le plan Marshall et l'OTAN. Il a été président intérimaire du Sénat des États-Unis de 1947 à 1949.

## Une première carrière locale
Vandenberg étudie le droit à l'université du Michigan (1900-1901), puis entre au journal Grand Rapids Herald, du sénateur républicain William Alden Smith (1907 à 1919). Il travaille dans ce journal ou il devient rédacteur en chef et éditeur, de 1906 à 1928. Il y écrit la plupart des éditoriaux, appelant à plus de progressisme dans l'esprit de son héros Theodore Roosevelt. Il soutient cependant le président sortant William Howard Taft contre Roosevelt lors de l'élection de 1912.
Orateur public talentueux, rédacteur de nombreux discours politiques, participant à de nombreuses réunions et conventions politiques, il acquiert une grande popularité, et est mentionné pour de nombreux postes d'influence.
Après la guerre, Vandenberg aide à fonder et à organiser la branche du Michigan de la Légion américaine et accroit son assise politique locale.
Il se fait aussi remarquer par la publication, en 1921, d'une biographie d'Alexander Hamilton, puis en 1923 et 1926 de deux autres livres, dont une étude du nationalisme américain et de la politique étrangère américaine.

## Une carrière sénatoriale (1928-1951)
À 44 ans, il est nommé fortuitement sénateur du Michigan par le gouverneur, à l'occasion de la mort du titulaire, en cours de mandat. Il devient ainsi le cinquième ancien journaliste du Sénat américain.
En novembre 1928, Vandenberg est élu pour un mandat complet. Il est d'abord un fervent partisan du président républicain Herbert Hoover. Après l'élection du démocrate Franklin D. Roosevelt à la présidence en 1932, Vandenberg accepte la plupart des premières mesures du New Deal, et lors de l'élection de 1934, bien que sa propre position politique soit précaire, il est à nouveau élu.

### Opposition au New Deal 1935–1939
Lorsque le nouveau Congrès s'est réuni en 1935, il n'y avait que vingt-cinq sénateurs républicains et Vandenberg était l'un des opposants les plus déterminés au deuxième New Deal. Il vote contre la plupart des mesures parrainées par Roosevelt, les exceptions notables étant la loi bancaire de 1935 et la loi sur la sécurité sociale. En 1936, il refuse d'être nommé vice-président sur le ticket républicain de 1936.

### Politique étrangère américaine
Vandenberg devient membre de la Commission des affaires étrangères du Sénat des États-Unis en 1929 et vote en faveur de l'adhésion des États-Unis à la Cour permanente de justice internationale de La Haye. Cependant, les tensions internationales en Europe et en Asie le poussent vers l'isolationnisme. Sa participation à la commission Nye le convainc que l'entrée dans la Première Guerre mondiale avait été une erreur désastreuse. Il soutint donc les lois de neutralité isolationnistes des années 1930 et cherche à empêcher le Président d'entraîner les États-Unis dans une guerre. En 1939, il introduit une législation annulant le traité de navigation et de commerce de 1911 avec le Japon et exhorte l'administration à négocier un nouveau traité avec le Japon reconnaissant le statu quo concernant l'occupation du territoire chinois par le Japon. Au lieu de cela, Roosevelt et le secrétaire d'État Cordell Hull utilisent la résolution comme prétexte pour donner au Japon le préavis d'intention de six mois requis pour annuler le traité, commençant la politique de pression qui a conduit à l'attaque de Pearl Harbor. Après Pearl Harbor, il se rallie à une politique d'entrée en guerre.

### Nations unies et internationalisme 1940-1950
Lors de l'élection de 1940, Vandenberg est réélu au Sénat. La guerre transforme profondément sa position sur la politique étrangère américaine. Bien qu'il continue à voter avec la coalition conservatrice contre les propositions nationales de Roosevelt, Vandenberg abandonne progressivement son isolationnisme pour devenir l'architecte d'une politique étrangère bipartisane, qu'il définit comme un consensus développé par consultation entre le Président, le département d'État et les dirigeants du Congrès des deux partis, en particulier ceux du Sénat.
En 1943, l'érudit britannique Isaiah Berlin, travaillant pour l'ambassade britannique, prépare un résumé confidentiel des renseignements des dirigeants de la commission des relations extérieures du Sénat. Il décrit Vandenberg comme : 

« membre d'une vieille famille hollandaise du Midwest naturellement isolationniste. Manipulateur politique très adroit, parlementaire expert et débatteur habile. Il a des ambitions présidentielles pérennes. Il est quelque peu snob, pas du tout anglophobe, et est un visiteur assez fréquent à la Maison Blanche et au département d'État. Comme le reste de sa délégation d'État, il vote contre la politique étrangère de l'administration, mais n'a rien de virulent dans sa constitution et tient à donner l'impression de raisonnabilité et de modération. Il nie être ou avoir jamais été un isolationniste et se décrit comme un nationaliste, « comme M. Churchill ». »

Le 10 janvier 1945, dans un discours au Sénat, il annonce publiquement sa conversion de « l'isolationnisme » à « l'internationalisme ». Lors des élections de 1946, Vandenberg est largement réélu pour son quatrième et dernier mandat. En 1947, au début de la guerre froide, il devint président de la commission des relations extérieures du Sénat. À ce poste, il coopéra avec l'administration Truman pour forger un soutien bipartisan à la doctrine Truman, au plan Marshall et à l'OTAN. Il y présente notamment la résolution Vandenberg, pivot législatif qui permit la métamorphose de la politique extérieure du pays, qui d'isolationniste est devenu impérial.
À partir de 1940, le sénateur Vandenberg fait figure de favori dans la course à l'investiture républicaine.
Atteint d'un cancer du poumon, il meurt le 18 avril 1951.

## Sources
- (en) Cet article est partiellement ou en totalité issu de l’article de Wikipédia en anglais intitulé « Arthur Vandenberg » (voir la liste des auteurs).
- Vandenberg Jr, Arthur H. The Private Papers of Senator Vandenberg (Boston, 1952), source primaire.
- Gazell, James A. "Arthur H. Vandenberg, Internationalism, and the United Nations." Political Science Quarterly (1973): 375–94.
- Gunther, John (1947). "A Talk With Vandenberg". Inside U.S.A. New York: Harper & Brothers. pp. 391–97.
- Haas, Lawrence J. Harry and Arthur: Truman, Vandenberg, and the Partnership That Created the Free World (Potomac Books, 2016).
- Hill, Thomas Michael. "Senator Arthur H. Vandenberg, the Politics of Bipartisanship, and the Origins of Anti-Soviet Consensus, 1941–1946", World Affairs 138 (hiver 1975–1976), pp. 219–41.
- Hudson, Daryl J. "Vandenberg Reconsidered: Senate Resolution 239 and US Foreign Policy", Diplomatic History (1977).
- Kaplan, Lawrence S. The Conversion of Senator Arthur H. Vandenberg: From Isolation to International Engagement. (University Press of Kentucky, 2015).
- Meijer, Hendrik. Arthur Vandenberg: The Man in the Middle of the American Century (University of Chicago Press, 2017).
- Meijer, Hank. "Arthur Vandenberg and the Fight for Neutrality, 1939." Michigan Historical Review (1990): 1-21.
- Tompkins, C. David. Senator Arthur H. Vandenberg: the evolution of a modern Republican, 1884–1945 (Michigan State University Press, 1970)